# Museo archeologico comunale Giovanni Marongiu
Il Museo archeologico comunale Giovanni Marongiu di Cabras, inaugurato nel 1997 ed intitolato al professor Giovanni Marongiu, ospita un'ampia raccolta di reperti archeologici che ci consentono di ripercorrere la millenaria storia della penisola del Sinis, una vasta regione che con il capo San Marco delimita a nord-ovest il golfo di Oristano.
L'esposizione museale si articola in diverse sezioni. La prima è dedicata alla località di Cuccuru is Arrius, sita lungo la sponda meridionale dello stagno di Cabras, dove gli scavi hanno evidenziato fasi di frequentazione particolarmente intense in età preistorica e protostorica. La seconda è riservata all'antica città di Tharros, fondata dai Fenici all'estremità meridionale della penisola e fiorente centro urbano anche nelle successive età punica e romana. Nel 2014 è stata aggiunta una nuova sezione dedicata ai Giganti di monte Prama.

## Cuccuru is Arrius
I materiali proveniente da Cuccuru is Arrius documentano fasi di vita dalla preistoria fino all'età romana. Dalla necropoli ipogeica del Neolitico Medio (IV millennio a.C.) sono esposti materiali di corredo, costituiti da statuine femminili in pietra, vasi in ceramica, elementi di collana, punte di zagaglia in osso e strumenti in ossidiana. Particolarmente significativi i reperti che illustrano le successive fasi abitative del Neolitico Superiore (IV-III millennio a.C.) e dell'età del Rame (III millennio a.C.): ceramiche lisce e decorate, idoletti fittili e in marmo, strumenti in selce e ossidiana, accettine levigate in pietra verde, punteruoli in rame. Statuine fittili femminili e altri oggetti votivi rinvenuti nell'area del tempio a pozzo nuragico, ne testimoniano il riutilizzo come sede di un culto agrario in età età romano-repubblicana (III-I secolo a.C.). I materiali di una necropoli di età imperiale romana (I-III secolo) riportano alle ultime fasi di vita dell'insediamento.

## Tharros
La sezione riservata a Tharros propone un quadro delle indagini archeologiche condotte nel sito dal secolo scorso in poi. Ampio spazio è dato alla documentazione del tofet, il tipico santuario fenicio-punico, da cui provengono le numerose urne in ceramica e le stele in arenaria esposte nella sala centrale del Museo. Le urne, talvolta con una ricca decorazione dipinta, contenevano resti incinerati di fanciulli e di animali e, in qualche caso, anche amuleti ed elementi di ornamento. Ad esse erano associate nel santuario le stele, piccoli monumenti votivi spesso riproducenti in dimensioni ridotte degli edifici di culto. parte dell'esposizione è dedicata ai risultati degli scavi condotti nel quartiere artigianale prossimo al tofet. Oltre ai materiali ceramici, ai frammenti di terrecotte e di vasetti in pasta vitrea, di particolare interesse sono le scorie di ferro, i boccolari e i frammenti di parete di fornace che testimoniano l'intensa attività metallurgica svoltasi nell'area in età punica. Alcuni pannelli didascalici mostrano i risultati delle indagini archeometriche effettuate su tali materiali. La Tharros romana e paleocristiana è documentata da materiali ceramici, vitrei e lapidei, tra cui alcune teste e frammenti architettonici in marmo.

## Giganti di monte Prama
Nella sezione è esposto il complesso scultoreo originale di monte Prama, ad eccezione di un reperto per ogni tipologia scultorea rinvenuta.